# Épitrochoïde

La courbe rouge est une épitrochoïde dessinée grâce à un cercle noir roulant sans glisser autour d'un cercle bleu (les paramètres sont R = 3, r = 1 et d = 1/2).

Une épitrochoïde est une courbe plane transcendante, correspondant à la trajectoire d'un point fixé à un cercle mobile qui roule sans glisser sur et autour d'un autre cercle dit directeur.

## Équations paramétriques
{\displaystyle x=(R+r)\cos \theta -d\cos \left({R+r \over r}\theta \right),\,}
{\displaystyle y=(R+r)\sin \theta -d\sin \left({R+r \over r}\theta \right).\,}
où R est le rayon du cercle directeur, r celui du cercle mobile, d la distance du point au centre du cercle mobile et {\displaystyle \theta } le paramètre d'angle.

## Double génération
Toute épicycloïde de paramètres R, r, d est équivalente à une péritrochoïde de paramètres
{\displaystyle {\begin{array}{lll}R'={d \over r}R,&r'={d \over r}(R+r),&d'=R+r\end{array}}}.
Par péritrochoïde, on entend la courbe obtenue à l'aide d'un point lié à un cercle mobile roulant sans glisser autour d'un cercle directeur qu'il contient, soit une « hypotrochoïde » pour laquelle {\displaystyle r>R}.
L'enceinte du moteur Wankel représente en coupe une épitrochoïde/péritrochoïde.

## Formes particulières
- Lorsque le point est situé sur le cercle mobile ({\displaystyle d=r}), on obtient une épicycloïde[1].
- Quand les deux cercles sont de même rayon ({\displaystyle R=r}), l'épitrochoïde représente un limaçon de Pascal, voire une cardioïde si {\displaystyle d=r}.
- Pour {\displaystyle d=R+r}, on obtient une rosace.